# ペリメーデー
ペリメーデー（古希: Περιμήδη, Perimēdē）は、ギリシア神話の女性である。長母音を省略してペリメデとも表記される。同名の女性が複数知られており、主にアイオロスの娘、クレオーンの姉妹、オイネウスの娘が知られている。以下に順に説明する。

## アイオロスの娘
この女性はアイオロスとエナレテーの娘で、クレーテウス、シーシュポス、アタマース、サルモーネウス、デーイオーン、マグネース、ペリエーレース、カナケー、アルキュオネー、カリュケー、ペイシディケーと兄弟。
河神アケローオスとの間にヒッポダマース、オレステースを生んだ。

## クレオーンの姉妹
この女性はテーバイ王クレオーンの姉妹で、リキュムニオスの妻、オイオーノス、アルゲイオス、メラースの母。
ヘーラクレースの父アムピトリュオーンは誤ってエーレクトリュオーンを殺してしまい、テーバイにやって来てクレオーンに罪を浄められた。このときペリメーデーはアムピクトリュオーンに同行してテーバイに来ていたリキュムニオスに妻として与えられた。

## オイネウスの娘
サモスのアシオスによると、この女性はオイネウスの娘で、ポイニクスとの間に2女アステュパライア、エウローペーを生んだ。アステュパライアは海神ポセイドーンの子アンカイオスの母となった。エウローペーはカドモスの兄妹のエウローペーと同一人物と考えられている。